# Andrena quadrimaculata
Andrena quadrimaculata är en biart som beskrevs av Heinrich Friese 1921. Andrena quadrimaculata ingår i släktet sandbin, och familjen grävbin. Inga underarter finns listade i Catalogue of Life.